# Deutsch-Grutschen
Deutsch-Grutschen je naselje v Občini Šentpavel v Labotski dolini v Okraju Volšperk na Koroškem v Avstriji.